# Nachmittag eines Fliesenlegers
Nachmittag eines Fliesenlegers ist ein Roman des schwedischen Schriftstellers Lars Gustafsson. Die schwedische Originalausgabe erschien 1991 unter dem Titel En kakelsättares eftermiddag; noch im selben Jahr wurde auch die deutsche Übersetzung von Verena Reichel publiziert. Das Werk knüpft an Gustafssons Romanzyklus Risse in der Mauer aus den 1970er Jahren an, den er zunächst 1978 mit dem Tod eines Bienenzüchters abgeschlossen hatte.

## Handlung
In den ersten Zeilen von Nachmittag eines Fliesenlegers werden die Hauptfigur sowie Ort und Zeit der Handlung definiert: Die Erzählung beginnt an einem „grauen Novembermorgen“ des Jahres 1982 in Uppsala, ihr Protagonist ist ein 65 Jahre alter Fliesenleger namens Torsten Bergman. Der vereinsamte, aus gesundheitlichen Gründen frühpensionierte Torsten führt gelegentlich Aufträge in Schwarzarbeit aus. An diesem Morgen erhält er telefonisch das Angebot, Badezimmer und Waschräume einer alten Villa, die gerade saniert werde, zu kacheln. Die eigentlich damit betrauten Fliesenleger seien verschwunden. Obwohl der Klempner, der Torsten den Auftrag vermittelt, nicht einmal sagen kann, wer die Hausbesitzer sind und wer Torsten bezahlen wird, geht er darauf ein, denn „ein netter kleiner Job, der nicht viele Tage in Anspruch nahm, käme ihm ganz gelegen“. Torsten Bergman trifft die Baustelle verlassen an. Die im Erdgeschoss schon weit vorangeschrittenen Sanierungsarbeiten brechen im Treppenhaus auf dem Weg ins Obergeschoss ab. Ein Pappschild an der Tür im Obergeschoss ist mit Sofie K. beschriftet. Auf Torstens Klingeln erfolgt keine Reaktion. Da sich weiterhin niemand blicken lässt, nimmt Torsten die Arbeit auf eigene Faust auf. Im Badezimmer stellt er fest, dass ein Teil bereits gekachelt ist – anfänglich gut, dann aber immer schlechter, „in einer höchst grotesken und wirren Pfuscherei“. Torsten Bergman empfindet bei diesem Anblick Beklemmung, insbesondere, da der oder die Fliesenleger anscheinend nicht bemerkt hatten, „wie sehr die eigene Arbeit sich in ihrem Verlauf verändert hatte und mißraten war“, und es kommt ihm der Gedanke, dass manches Leben auch so aussehe. Er beginnt damit, die verpfuschte Kachelung von der Wand abzuschlagen.
Während Torsten die fehlerhaft gekachelte Wand mit einem Hammer bearbeitet, phantasiert er über die unsichtbare Bewohnerin des oberen Stockwerks. Einmal stellt er sie sich als attraktive Rothaarige vor, dann als weißhaarige Tante Sofie. Letztere Vorstellung lässt seine Gedanken zurück in die Zeit seiner Kindheit und Jugend schweifen. Mit der Zeit melden sich Hungergefühle; außerdem bemerkt Torsten, dass ihm bald die Arbeit ausgehen wird, wenn weiterhin niemand auftauchen sollte – es sei denn, er würde selbst Kleber und Fugenmaterial besorgen. Kacheln sind allerdings genug vorhanden. Als ihm die bereits montierten hochwertigen Wasserhähne auffallen, beschließt er, diese abzuschrauben und in einem Baumarkt zu verkaufen, um so an Geld für das Material zu kommen.
Nachdem er dieses Vorhaben in die Tat umgesetzt hat, begegnet Torsten zufällig seinem Vetter Stig Clason, genannt Stickan, der ihm seine Mithilfe anbietet. Die beiden kaufen sich Schnaps, Wurst und Brot, und fahren zusammen zurück zur Baustelle. Stickan kann bei einem Nachbarn eine Schubkarre und Schaufeln ausleihen, um den Schutt abzutransportieren, und erfährt bei dieser Gelegenheit, dass seit dem Frühsommer kein Mensch mehr im Haus gewesen sei. Der Besitzer wohne in Stockholm und habe sich nach einem Konkurs davongemacht. Da somit nicht zu erwarten ist, dass sich „Sofie K.“ oder sonst jemand im Obergeschoss aufhält, macht sich Stickan an dessen Erkundung. In der Küche stößt er auf einen verschlossenen Geldschrank. Torsten und Stickan stellen Spekulationen über seinen Inhalt an und schieben ihn umher, lassen den Schrank aber schließlich stehen und verlassen den Raum wieder. Während sie die Arbeit im Badezimmer fortsetzen, erzählt Stickan Torsten aus seinem Leben. Besonders verhasst ist ihm der Fuhrunternehmer Bromsten, der ihn vor Jahrzehnten als Kompagnon seines Geschäfts ausgebootet und zudem Bromstens Tochter, in die Stickan verliebt war, gegen ihn aufgehetzt habe, indem er Stickan als Trinker darstellte. Stickan sei danach nach Amerika gegangen, habe mit dem Trinken aufgehört und bei der Pfingstbewegung gepredigt. Die Erinnerung an den „bösen Menschen“ Bromsten lässt Stickan über das Böse im Menschen im Allgemeinen sinnieren. Torsten, der nicht an Stickans Bromsten glaubt und vermutet, dass es sich bei diesem bloß um einen Sündenbock handle, den sich der verbitterte Stickan ausgedacht habe, hat zwar keine Ahnung, ob er je einen Lohn für seine Arbeit „in diesem verdammten Spukhaus“ erhalten wird, und fragt sich auch, ob das Ergebnis der Arbeit geschätzt werden wird – aber er stellt fest, zumindest etwas vollbracht zu haben.
Ein hartnäckiges Klingeln an der Tür unterbricht Torstens Gedanken. Vor der Tür steht eine Frau mit zwei kleinen Kindern, die telefonieren möchte. Obwohl Torsten erklärt, dass es kein Telefon im Haus gebe, beharrt die Frau auf ihrem Wunsch und lässt sich nicht abwimmeln. Ihr Mann habe sie und die Kinder ausgesperrt und sie müsse mit ihm reden. Es helfe nichts, an der Tür zu klopfen. Stickan, der wieder das Obergeschoss erkundet hatte, gesellt sich zur Diskussion. Als die Frau – sie heißt Seija – sich anschickt, das Haus zusammen mit ihren Kindern doch zu verlassen, schickt Torsten ihr Stickan nach, da er sich Sorgen um sie macht. Stickan begleitet sie zu ihrem Haus. Der Ehemann lässt Stickan mit Seija und ihren Kindern hinein, sitzt aber zunächst nur lesend neben seinem Goldfischaquarium. Als ihm Stickan ins Gewissen redet, kommen dem Mann die Tränen. Plötzlich bemerkt Stickan, dass er ihn kennt: Es handelt sich um Alfred, einen Vetter Stickans.
Währenddessen arbeitet Torsten Bergman weiter. Wieder denkt er zurück an seine Jugendzeit und sinniert über sein Verhältnis zum Alkohol. Als Jugendlicher war er Abstinenzler und ist dies in seinem Inneren auch geblieben, obwohl seit seiner Militärzeit „tüchtig ins Trinken geraten“. Zwar kann Torsten selbst kaum ohne Alkoholkonsum arbeiten, zugleich hasst er es jedoch, seine Kollegen bei der Arbeit trinken zu sehen. Mit dieser Widersprüchlichkeit findet Torsten sich ab; er hat das Gefühl, „die Welt müsse widersprüchlich sein, damit sie funktionierte“. Als er den Zettel entdeckt, auf dem er sich die Adresse des Hauses notiert hatte, muss er feststellen, dass er Malma Skogsväg mit Skogstibblevägen verwechselt hatte – er hat die ganze Zeit im falschen Haus gearbeitet. Alfred und Stickan haben derweil ein Gespräch miteinander angeknüpft. Alfred erzählt, dass er vor wenigen Monaten aus dem Gefängnis gekommen sei und seither lieber daheim bleibe und seine Ruhe habe. Er war als begabter Kunstfälscher tätig, kam aber nicht deswegen ins Gefängnis, sondern weil er einen seiner Auftraggeber, der ein von ihm bezahltes Auto nach Auffliegen des Schwindels zurückhaben wollte, mit diesem Auto umfuhr.
Torsten Bergman sitzt da „wie Hiob auf einem Haufen von Asche und Schutt“ als Stickan zurückkommt. Sie unterhalten sich über die Ereignisse des Tages, wobei Stickan Torsten nicht verrät, was er über Alfred erfahren hat, und Torsten seinerseits keinerlei Interesse hat, preiszugeben, dass sie sinnlos an einer falschen Adresse gearbeitet haben. Das Buch endet um halb neun Uhr abends – mit einem lauten Klopfen an der Tür.

## Rezeption
Gustafsson habe „eine neue Art von Klarheit und eine neue Art von Geheimnis“ geschaffen, meinte Jay Boggis in Harvard Review. Die Details seiner Welt seien völlig klar; erst wenn man alles zusammengenommen betrachte, nehme man wahr, wie geheimnisvoll die Welt sei. In einer Besprechung in World Literature Today schrieb Rochelle Wright, Gustafsson zeige im Nachmittag eines Fliesenlegers erneut, dass der Wille, das Beste aus den Dingen zu machen, einer Existenz auch unter unvorteilhaften Umständen Sinn verleihen könne. Im Spiegel wurde der Roman als eine virtuose Parabel über die Sinnfrage bezeichnet, in der Gustafsson „auch eine Bilanz seiner eigenen Schriftsteller-Arbeit, beharrlich und versonnen wie der Fliesenleger“ ziehe.

## Ausgaben
Schwedische Erstausgabe:
- En kakelsättares eftermiddag. Natur och kultur, Stockholm 1991. ISBN 91-27-10171-1.

Deutsche Übersetzung:
- Nachmittag eines Fliesenlegers. Hanser, München / Wien 1991. ISBN 3-446-16306-9.

Weitere Übersetzungen des Romans sind mindestens in folgenden Sprachen erschienen: Bosnisch, Dänisch, Englisch, Französisch, Italienisch, Portugiesisch, Russisch und Spanisch.